# Prillieuxina diospyri
Prillieuxina diospyri är en svampart som beskrevs av Hosag. & Chandraprabha 2009. Prillieuxina diospyri ingår i släktet Prillieuxina och familjen Asterinaceae.   Inga underarter finns listade i Catalogue of Life.